# Villanueva de Zamajón
Villanueva de Zamajón es una localidad  de la provincia de Soria, 
partido judicial de Soria,  Comunidad Autónoma de Castilla y León, España. Pueblo de la Comarca de Campo de Gómara que pertenece al municipio de Tejado.

## Geografía
Esta pequeña población de la comarca de Campo de Gómara está ubicada en el centro de la provincia de Soria, al sureste de la capital en el valle del río Rituerto.

### Comunicaciones
En la carretera local SO-P-3003 de Ribarroya a Tejado.

## Historia
Lugar que durante la Edad Media perteneció a la Comunidad de Villa y Tierra de Soria formando parte del Sexmo de Lubia.
A la caída del Antiguo Régimen la localidad se constituye en municipio constitucional en la región de Castilla la Vieja, partido de Soria que en el censo de 1842 contaba con 15 hogares y 54 vecinos.
A mediados del siglo XIX este municipio desaparece porque se integra en el municipio de Tejado.

## Demografía
En el año 1981 contaba con 25 habitantes, concentrados en el núcleo principal, pasando a 7 en 2020, 5 varones y 2 mujeres.
| Gráfica de evolución demográfica de Villanueva de Zamajón entre 2000 y 2020                      |
|                                                                                                  |
| Población de derecho (2000-2020) según los censos de población del INE a 1 de enero de cada año. |

## Patrimonio

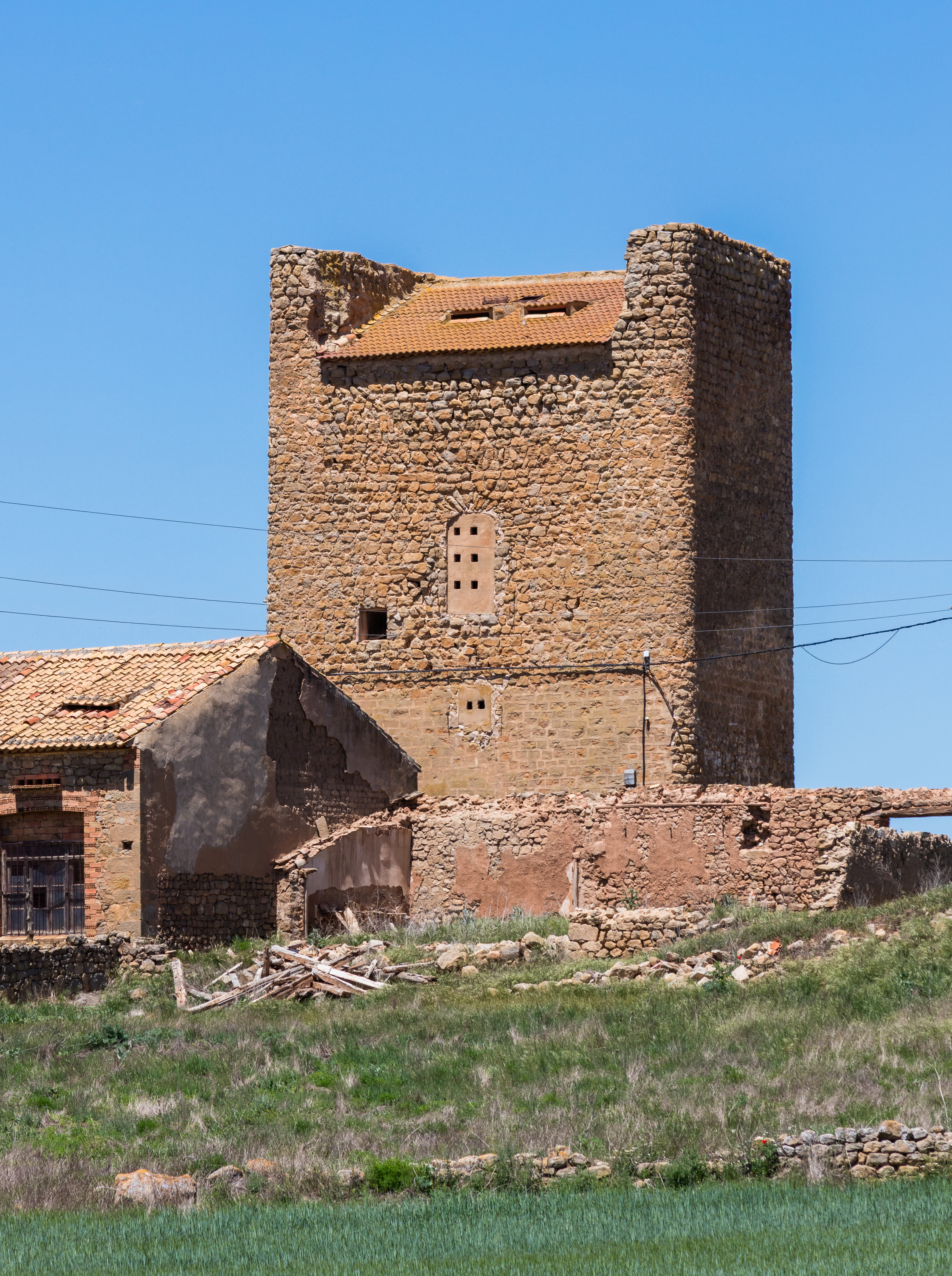
Vista del torreón.

- Torreón. Figura en el catálogo de Bienes Protegidos de la Junta de Castilla y León en la categoría de Castillo con fecha de declaración 22 de abril de 1949.[6]